# Gil Rogers
Gil Rogers (* 4. Februar 1934 in Lexington, Kentucky, Vereinigte Staaten; † 2. März 2021 in San Diego, Kalifornien) war ein US-amerikanischer Schauspieler.
Sein Filmdebüt gab er 1961 in Explosion des Schweigens. Seinen größten Erfolg hatte er in der Soap Springfield Story, in der er von 1985 bis 1990 die Rolle des Hawk Shayne spielte. Seit 1995 hat er dort regelmäßig immer wieder Gastauftritte, zuletzt im Jahr 2007. Für seine Rolle als Onkel Ernest in Einsam in Manhattan gewann er den „Special Jury Award“ des Kudzu Film Festivals.
Mit seiner Ehefrau Margaret Hall hat er eine Tochter namens Amanda Hall Rogers, die ebenfalls Schauspielerin ist.

## Filmografie (Auswahl)
- 1961: Explosion des Schweigens (Blast of Silence)
- 1964: Nichts als ein Mensch
- 1968: Der Engel mit der Mörderhand
- 1968: Deine, meine, unsere (Yours, Mine and Ours)
- 1971: Panik im Needle Park
- 1975: Ein Supertyp haut auf die Pauke
- 1980: The Line – Tausend Meilen bis zur Hölle
- 1983: Kopfjagd
- 1999: Einsam in Manhattan
- 2003: The Pink House